# Durbar (cheval)
Pour les articles homonymes, voir Durbar.

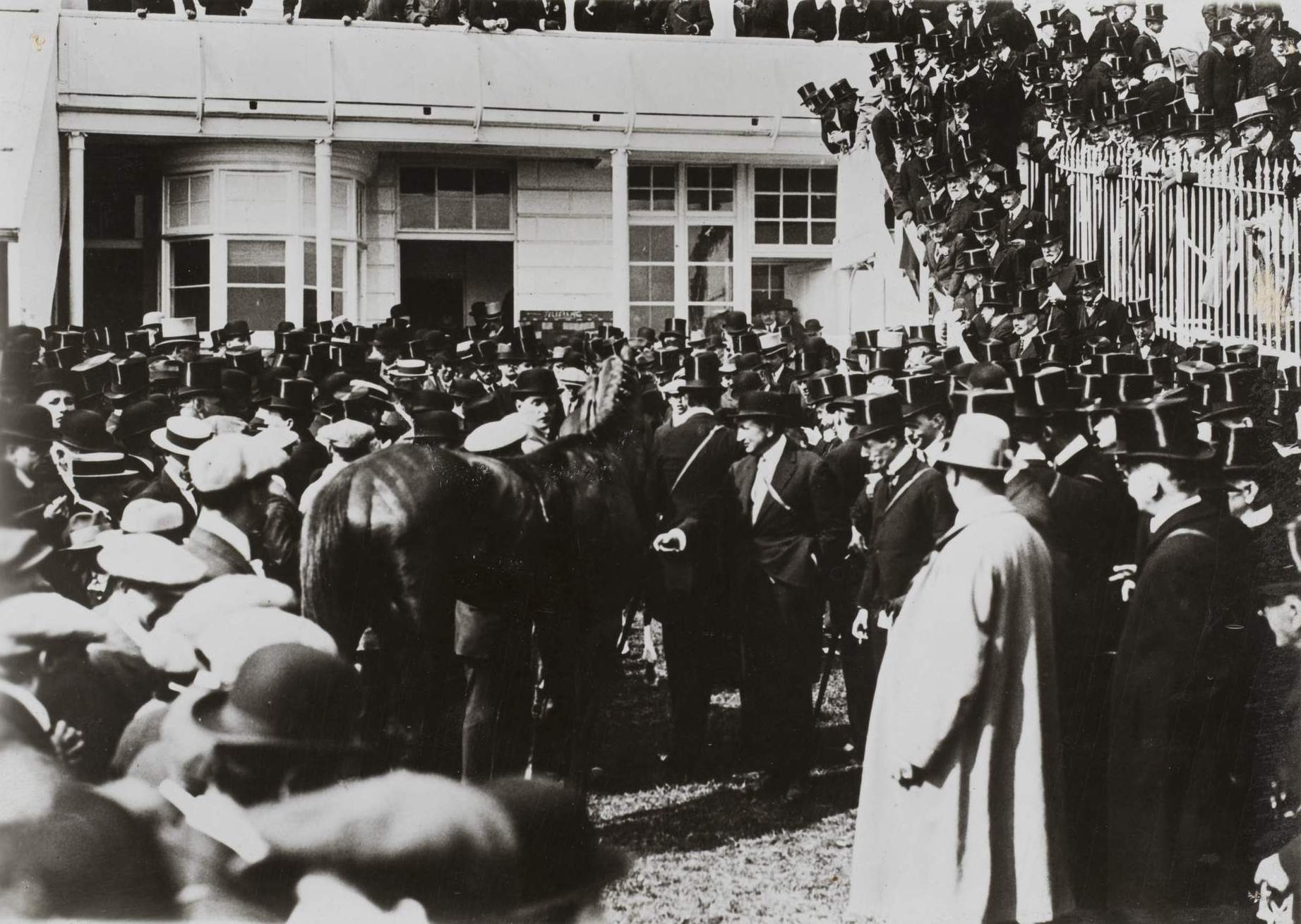
Durbar de retour en France en 1914, gagnant du Epsom Derby.

Durbar était un cheval de course Franco-américain. 
Il gagne l'Epsom Derby en 1914. Il a remporté le Derby de trois longueurs, payant 20 à 1. Le cheval porte les couleurs de H.B. Duryea lors de la course (vert et blanc). Monsieur Duryea vient s'installer en France en 1912 après que la "Loi sur les restrictions de paris" dans l'État de New York a été promulguée.